# Microtragus senex
Microtragus senex är en skalbaggsart som beskrevs av White 1846. Microtragus senex ingår i släktet Microtragus och familjen långhorningar. Inga underarter finns listade i Catalogue of Life.